# ヘンリー・プランマー
ヘンリー・プランマー（Henry Plummer, 1832年 - 1864年1月10日）は、アメリカ西部開拓時代の盗賊団の首領。メイン州生まれ。船員一家に生まれ、十代で父を失い、1852年、金を求めてマゼラン海峡を巡ってカリフォルニア州に移住した。
ネバダ州に定着したプランマーは、パン製造業、鉱山業で成果を挙げて、町の保安官や市長に当選したが、ハンサムで女性にもてたプランマーは情緒的で短気な性格でもあり、1857年9月26日、三角関係のもつれから殺人事件を起こしてしまう。
裁判の後、10年の懲役刑を言い渡されたが、人気と人望のあったプランマーに減刑嘆願が集まり、結核にも冒されていたこともあって、1859年8月に釈放された。社会復帰後は鉱山開発などを手がけ、モンタナ州バノックで再び保安官に選ばれた。
晩年、数十人からなる盗賊団を結成して、殺人・強盗・窃盗を繰り返し100人以上を殺害したが、自警団に捕まって、1864年1月10日、仲間21人とともに縛り首にされた。